# 望ケ原天然林
望ケ原天然林（のぞみがはらてんねんりん）とは富山県南砺市利賀村坂上の東山にある標高500から1031mまでに広がる森林である。面積は約76ヘクタール。森林内には樹齢100から200年のミズナラの大木が並び立つ。美しい日本の歩きたくなるみち500選に指定されている。

## 概要
標高700m地点はミズナラ-サワグルミ群集でありサワグルミ、ヤマモミジ、ミズナラ、トチノキが多く、標高800m以上から少しブナが混じってくる。標高900m以上の地点ではブナ-ウダイカンバ群集が広がっており、森林の殆どを占めるブナの中にウダイカンバが見られる植生である。標高700から800mのミズナラ林ではユキツバキの群集が目立ち、最も暗い林床ではギンリョウソウおよびギンリョウソウモドキが見られる。
望ケ原天然林の山頂部には一本杉があり、別名を山の神峠と言う
富山県自然保護協会では望ケ原天然林の自然観察会を行なっている

## 交通アクセス
車
富山県道34号沿いから林道へ分岐する。